# Залізнична лінія Колпакове — Першозванівка
Закрита залізнична лінія Колпакове — Першозванівка (т.з. "Першозванівська гілка") протяжністю 34 версти (36 км) знаходиться в межах Луганської області на території Антрацитівського та Лутугинського районів (місцевість між залізницями Дебальцеве — Лиха і Родакове — Ізварине). Діяла впродовж 1899–1925 років. Станом на 2019 рік, залізниця закрита, колії на станціях та перегонах демонтовані. Крім того, також демонтовано колійний розвиток колишньої станції Колпакове.

## Історія
Будівництво

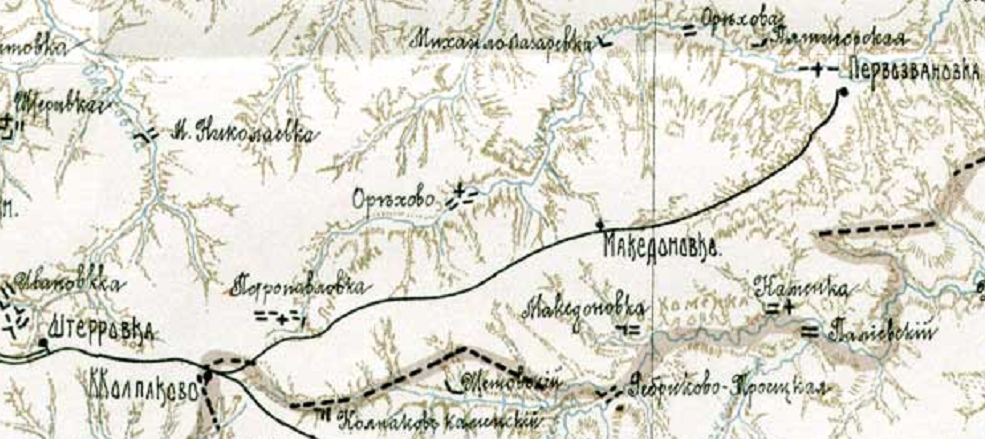
Залізнична гілка Колпакове — Першозванівка на схемі Донецьких ділянок Катерининської залізниці, 1912 рік.

Височайший дозвіл на будівництво залізниці Колпакове - Першозванівка вийшов 7 лютого 1897 року. Будівництво було останочно дозволено у 1898 році. Гілку будували під керівництвом місцевого землевласника — інженера Духовського, регулярний рух тут відкрили 27 листопада 1899 року. Вартість гілки оцінювалася в 283941 крб. Товариство Південно-Східних залізниць (до 1902 року орендувало східні ділянки колії Катерининської залізниці) зобов'язалося постачали інженеру Духовському рейки та скріплення (в тому числі — старі) для будівництва гілки, а також повернути землевласнику її будівельну вартість із гарантованого підприємцем чистого прибутку від експлуатації, який оцінювалася в 200 тис. крб. на рік. Адже метою даного будівництва було обслуговування вугільних родовищ, які вважалися перспективними. На 18-й версті залізниці було відкрито проміжну станцію Македонівка, названу на честь найближчого села Македонівка.
Вже під час будівництва залізниці, тут спостерігався слабкий вантажний рух. У 1899 календарному році станція Македонівка не діяла, а Першозванівка прийняла 3 тис. пудів вугілля та 4 тис. пудів лісоматеріалів.
В 1901-1910 роках підприємцю Духовському було виплачено 93871 крб. з будівельної вартості залізниці.
Вантажний рух

В подальші роки існування залізниця спочатку демонструвала задовільні показники роботи, характерні для тупикових під'їзних колій. Так у 1901 календарному році станція Македонівка відправила 8 тис. пудів пшениці, 3 тис. пудів жита, 2 тис. пудів ячменю. Прибуття вантажів по Македонівці: 1 тис. пудів борошна, 1 тис. пудів ячменю, 1 тис. пудів солі, 6 тис. пудів лісу. Станція Першозванівка за аналогічний період відправила 9 тис. пудів пшениці, 10 тис. пудів жита, 12 тис. пудів ячменю, 60 тис. пудів вугілля. Прибуття по Першозванівці: 1 тис. пудів дров, 37 тис. пудів лісу.
Станом на 1903 рік, станція Македонівка відправила 21 тис. пудів пшениці, 1 тис. пудів жита, 2 тис. пудів вівсу, 40 тис. пудів ячменю, 4 тис. пудів вугілля, Прибуття по Македонівці: 1 тис. пудів солі, 13 тис. пудів лісу та будматеріалів. Станція Першозванівка за вказаний звітний період відправила 42 тис. пудів пшениці, 9 тис. пудів жита, 2 тис. пудів вівсу, 29 тис. пудів ячменю, 96 тис. пудів вугілля. Прибуття по Першозванівці: 1 тис. пудів солі, 2 тис. пудів лісу.
Згідно із статистичними даними Ради З'їзду гірничопромисловців півдня Росії, по станції Першозванівка в 1899-1900 господарчому році було навантажено 363 вагони вугілля (по 600 пудів кожен). Упродовж 1900—1901 господарчого року було навантажено 783 вагони антрациту. В 1902-1903 господарчому році було навантажено 130 вагонів вугілля. Відправниками вугілля були рудник Північно-Східного Донецького товариства, а також Боков, Кнорре, Скрипніков, Тотлін, Французов, Яковлєв.
Перспективні ділянки родовища було швидко відпрацьовано, і вантажообіг гілки почав швидко знижуватися. Так, рудник Північно-Східного Донецького товариства протягом 1901—1903 років на порядок зменшив своє навантаження по Першозванівці. Станом на 1912 рік, гілка діяла, але вважалася такою, що втратила своє значення. Гілка обслуговувала споживачів у селах в околицях станцій Македонівка та Першозванівка, а також дрібні копальні, які не входили у звітність Ради З'їзду гірничопромисловців півдня Росії.
В 1907 календарному році станція Македонівка відправила 12 тис. пудів пшениці, 5 тис. пудів жита, 36 тис. пудів ячменю, 1 тис. пудів вугілля. Прибуття вантажів по Македонівці: 2 тис. пудів борошна, 2 тис. пудів солі, 1 тис. пудів вугілля, 1 тис. пудів дров, 1 тис. пудів лісоматеріалів. Відправлення по Першозванівці: 24 тис. пудів пшениці, 36 тис. пудів жита, 2 тис. пудів вівса, 40 тис. пудів ячменю, 22 тис. пудів вугілля, 1 тис. пудів дров. Прибуття по Першозванівці: 2 тис. пудів лісоматеріалів. Гілка набувала переважно сільськогосподарського значення, яка "не виправдала припущень підприємців" щодо її значення. Вантажообіг хлібних вантажів по даній гілці, які до будівництва потрапляли на станцію Колпакове гужем, у 1909 році склав 585 тис. пудів (9,6 тис. т). "Гілка для залізниці вигоди не представляє; й оскільки перевезений хліб ймовірно потрапив би на залізницю гужем, то виплачена сума за пробіг хлібу за перевезення по магістралі збиткова для залізниці, як і її утримання". 

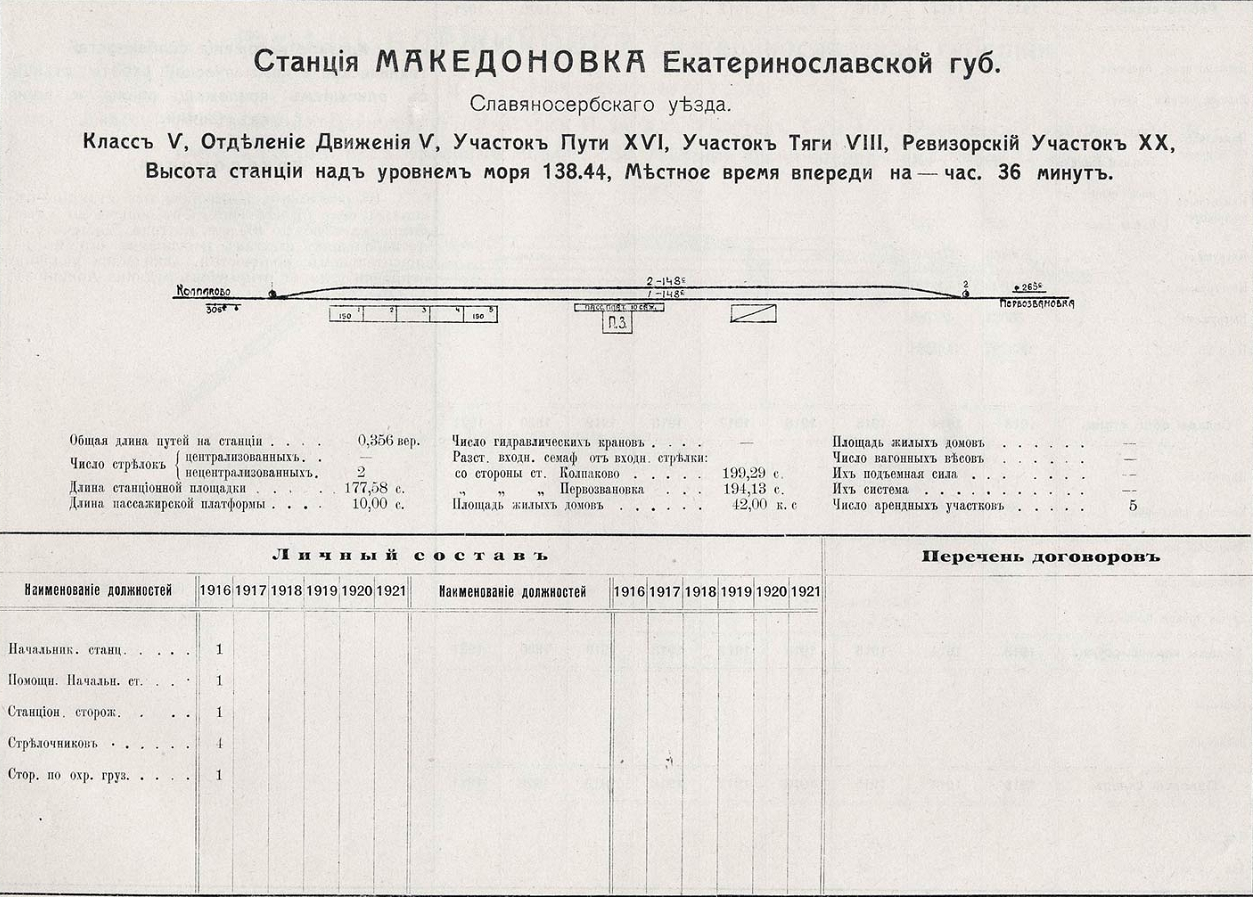
Схема колійного розвитку і штат працівників станції Македонівка у 1916—1917 році

Безпосередньо перед громадянською війною в Росії вантажообіг гілки знову почав зростати, в основному — за рахунок відкриття нових вугільних копалень. В 1913—1914 роках було відкрито нові шахти і під'їзну колію приватного користування протяжністю 10,5 верст від станції Першозванівка. Колія належала Катеринівському Донецькому товариству, яке було утворене в 1913 році. Станом на 1916 рік, при станції Македонівка діяли Сергіївські копальні із видобувною потужністю 1,5 млн пудів на рік. Закладався потужний рудник Аршинова. Відправлення хліба становило до 400 вагонів на рік. Вантажообіг тримався на позначці 300 тис. пудів усіх вантажів на рік (1913-1914 роки). На станції було споруджено пакгауз місткістю 6,5 вагонів та обладнано інші складські площі на 162,5 вагони. Ємність складу хлібу становила 5 тис. пудів. На самій станції було 2 колії та 8 штатних станційних працівників.

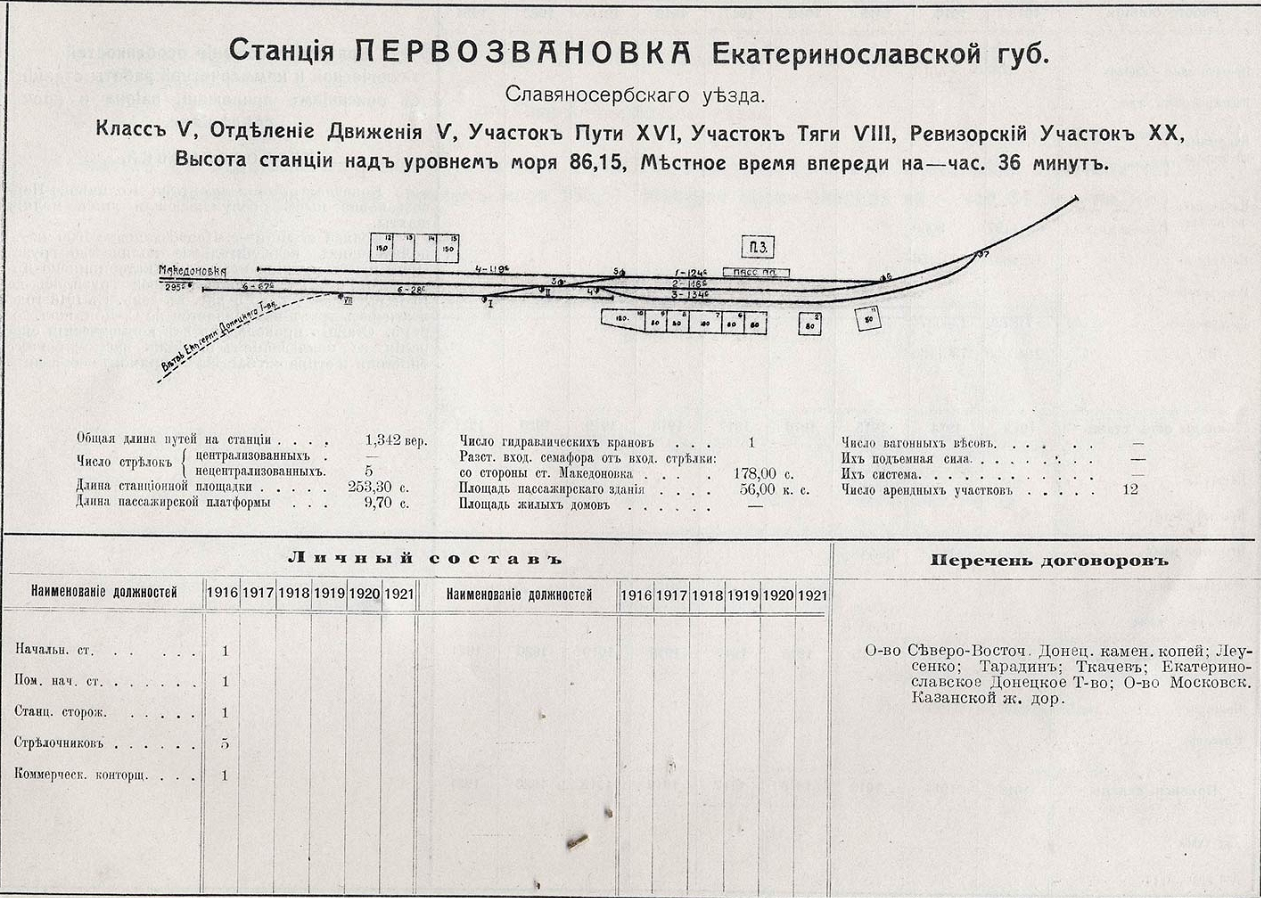
Схема колійного розвитку і штат працівників станції Першозванівка у 1916—1917 році

При станції у 1916 році Першозванівка діяв рудник Катерининсько-Донецького товариства, до якого від станції було прокладено рудникову колію протяжністю 9 верст. На даній колії навантажувалося до 15 вагонів та вивантажувалося до 5 вагонів на добу. Серед вантажовласників, які уклали договори із Катерининською залізницею, по станції Першозванівка числилися: товариство Північно-Східних Донецьких копалень, Леусенко, Тарадін, Ткачов, Катерининське Донецьке товариство, товариство Московсько-Казанської залізниці. На станції було обладнано гідравлічний підйомний кран, пакгаузи на 21 вагон і відкриту платформу на 10 вагонів, а також інші складські приміщення на 110 вагонів. Вантажообіг, за даними 1914 року, складав 7,4 млн пудів різних вантажів. Колійний розвиток станції включав у себе 5 протяжних станційних колій (із них 2 — тупики); тут працювали 9 осіб.
Після відкриття ділянки колії Родакове — Лиха Північно-Донецької залізниці, станцію Першозванівка з'єднали із нею по станції Сімейкине (із розворотом по станції Ярмонкине, що на під'їзній колії рудника Катерининсько-Донецького товариства), плюс, виникла можливість гужової доставки на станцію Пристінок, і всі вантажі спрямовувалися не на Катерининську, а на Північно-Донецьку залізницю. В 1917 році планували з'єднати Першозванівську гілку зі станцією Ярмонкине або Сімейкине гілкою протяжністю 9 верст задля виключення розворотів поїздів під час прямування в напрямі Сімейкине - Колпакове і використання транзитного потенціалу даного напряму.
Пасажирський рух

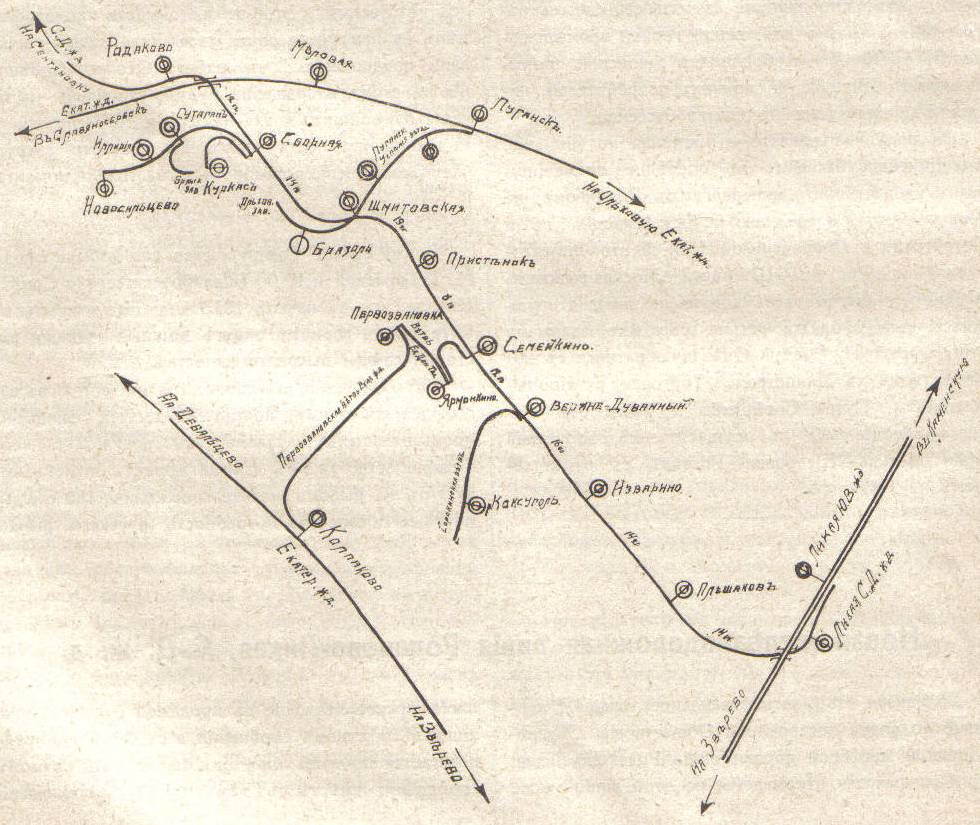
Лінія Північно-Донецької залізниці Родакове — Лиха і з'єднання із нею Першозванівської гілки

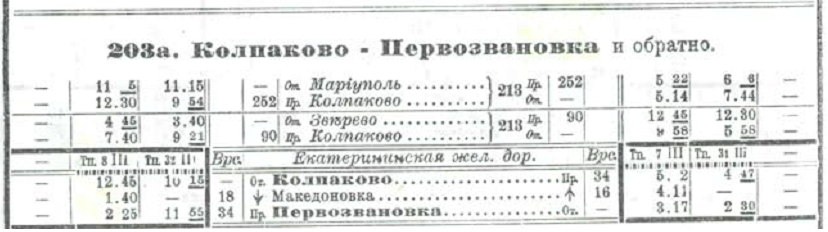
Розклад руху товаро-пасажирських потягів Колпакове — Першозванівка влітку 1916 року

Станції Македонівка та Першозванівка було обладнано короткими пасажирськими платформами та пасажирськими будівлями (імовірно, павільйонного типу). Пасажирообіг залізниці корелював із вантажообігом. В 1900 році пасажирське сполучення на гілці Колпакове - Першозванівка було представлене 1 парою товаро-пасажирських поїздів із місцями І, ІІ і ІІІ класу. Однак із втрачанням гілкою свого значення почали скорочуватися тут і обсяги пасажирського руху. Так, станом на 1906-1907 роки, товаро-пасажирські потяги курсували даною залізницею двічі на тиждень. До 1911 року потягам призначили курсування один раз на тиждень.
У 1913 році станції Македонівка й Першозванівка реалізували разом менше, аніж 1,5 тис. пасажирських квитків, тобто в середньому по 2 квитки від Македонівки і Першозванівки на добу. Але після 1913 року пасажирообіг почав стрімко зростати. Станом на 1914 рік, по станції Македонівка було реалізовано 2,7 тис. пасажирських квитків, по Першозванівці — 5,6 тис. квитків. Продаж пасажирських квитків здійснювався лише в межах цієї лінії. Влітку 1916 року тут ходили 2 щоденні пари товаро-пасажирських потягів, взимку 1916—1917 року і влітку 1917 року — 1 щоденна пара потягів. Товаро-пасажирські потяги мали у своєму складі 2 вагони III класу.
Закриття
Після 1921 року залізниця не фігурує у вказівниках пасажирських сполучень (навіть із поміткою «пасажирський рух не здійснюється») і службових розкладах потягів на Донецьких залізницях. Востаннє в документах Донецьких залізниць гілка Колпакове - Першозванівка фігурує як явно діюча на всій протяжності в 1922-1923 господарському році - як гілка загального користування із комерційним рухом. З 1924 року колійники обслуговували колію від Колпакового лише до Македонівки. Станом на 1924-1925 роки, на 8-й версті Колпаково-Македонівської гілки числилася Києво-Донецька гілка не загального користування (Донвугілля) до шахти № 51. Постачання пального на лінію здійснювалося з Дебальцевого, гас та інші матеріали надходили зі станції Колпакове.
У джерелах по лінії Харківського гірничозаводського комітету першої половини 20-х років ХХ століття станція Македонівка не згадується; станція Першозванівка числиться серед вугленавантажувальних, але в 1922-1925 роках вона не діє (навантаження мінерального палива та прибуття солі по ній відсутні).
В 1923-1924 господарському році, згідно із даними редакції газети "Экономическая жизнь", при станції Македонівка числяться дрібні шахти Радіна, Сергіївська, Сиревича, Татаринова, Ткаченка і селянські шахти села Горіхове з поміткою "не діють (тимчасово)".
Орієнтовна дата завершення демонтажу колії - кінець 1925 - початок 1926 року. В другій половині 20-х років ХХ століття при селі Першозванівка числяться дрібні вугільні шахти, але навантаження вугілля відбувається вже по станції Пристінок Донецької залізниці. Станція Першозванівка, як окрема одиниця Донецької залізниці, станом на 1 березня 1927 року, у довідковій літературі вже не фігурує (втім, вказана станція Ярмонкине).
Примітно, що у 30-х роках ХХ століття напрям Сімейкине-Нове - Сімейкине - Ярмонкине - Першозванівка - Колпакове розглядався як один із під'їздів до магістралі Донбас - Москва. Однак сама Першозванівська гілка в той час була вже демонтована.
Серед залишків даної залізниці слід відмітити фрагменти дренажної штольні в районі села Першозванівка, місцями — рештки насипу. Уздовж та в безпосередній близькості від траси вказаної закритої залізниці прокладено покращену ґрунтову автодорогу.